# 김용수 (1963년)
김용수(金容秀, 1963년 ~ )는 대한민국의 공무원이다.

## 생애
1987년 제31회 행정고시에 합격하여 정보통신부에서 근무하였다.
2017년 박근혜 파면 이후 황교안 대행에 의해 방송통신위원회 위원으로 임명됐다가 문재인 정부에서 과학기술정보통신부 제2차관으로 지명되었다.

## 학력
- 1982년 ~ 1986년: 서울대학교 사법학 학사
- 1987년 ~ 1989년: 서울대학교 행정대학원 정책학 석사
- 1994년 ~ 1995년: 컬럼비아대학교 로스쿨 법학 석사
- 1995년 ~ 1996년: 조지타운대학교 로스쿨 국제법 석사

## 경력
- 1987년: 제31회 행정고시 합격
- 1996년: 미국 뉴욕주 변호사
- 2000년: 주제네바 UN대표부 1등서기관
- 2003년: 정보통신부 정보통신진흥국 통신경쟁정책과 과장
- 2004년: 정보통신부 정보통신진흥국 통신기획과 과장
- 2005년: 정보통신부 정책홍보관리본부 혁신기획관
- 2006년: 정보통신부 장관정책보좌관
- 2008년: WORLD BANK 선임 ICT 정책전문가
- 2010년: 대통령실 방송정보통신비서관실 선임행정관
- 2011년: 방송통신위원회 기획조정실 국제협력관
- 2011년: 방송통신위원회 방송진흥기획관
- 2011년: 방송통신위원회 디지털방송전환추진단장
- 2013년: 대통령 미래전략수석비서관실 정보방송통신비서관
- 2014년: 미래창조과학부 정보통신방송정책실 실장
- 2014년: 미래창조과학부 국제전기통신연합(ITU) 전권회의 준비기획단장
- 2015년: 미래창조과학부 정보통신정책실 실장
- 2016년: 미래창조과학부 지능정보사회 추진단장
- 2017년 4월 ~ 2017년 6월: 방송통신위원회 상임위원 (차관급)
- 2017년 6월 ~ 2018년 8월 : 과학기술정보통신부 제2차관
- 2020년 ~ : 한국정보통신기술협회 이사장
- 2021년 5월 : 서울비전 2030 위원회 스마트도시 분과 위원
- 2021년 9월 ~ : 김앤장 법률사무소 고문
- 2022년 3월 ~ : KT스카이라이프 사외이사
  - KT스카이라이프 감사위원장
  - KT스카이라이프 내부거래위원회 위원
  - KT스카이라이프 사외이사후보추천위원회 위원

## 수상
- 1998년 : 대통령표창
- 2005년 : 녹조근정훈잔
- 2013년 : 홍조근정훈장

| 전임 최재유(미래창조과학부 제2차관) | 초대 과학기술정보통신부 제2차관 2017년 6월 7일 ~ 2018년 8월 26일 | 후임 민원기 |